# Baojia
Baojia (chinesisch 保甲, Pinyin bǎojiǎ, W.-G. pao-chia) beschreibt ein erstmals von Wang Anshi 1076 während der Song-Dynastie in China eingerichtetes System lokaler Selbstverwaltung. Mithilfe dieses Systems wurden Steuern eingetrieben, für Recht und Ordnung gesorgt und gewisse moralische Standards kontrolliert.
In Wangs ursprünglichem System wurden zehn Familien zu einer Einheit genannt bao (engl. watch, „Wache“) zusammengefasst. In der Ming-Dynastie wurde diese Einheit als jia (engl. tithing) benannt und die 10 jia bildeten dann ein bao. Innerhalb der jia und bao rotierte der Führungsposten, während der jeweilige Inhaber jiazhang/jiazong bzw. baozheng/baozhang genannt wurde. In der Praxis bestand ein jia jedoch aus 4 bis 13 Familien und ein bao enthielt etwas weniger oder mehr als 10 jia. In einigen Teilen von Jingnan gab es noch eine dang genannte Zwischenschicht aus 30 Familien oder eine Schicht über den bao.